# Даніель Вілсон (академік)
Даніель Вілсон (5 січня 1816 — 6 серпня 1892) — був канадським археологом, етнологом і письменником шотландського походження.

## Життєпис
Вілсон народився 3 січня 1816 року за адресою Поттероу, 55 в Единбурзі, у сім'ї Арчибальда Вілсона та його дружини Джанет Ейткен. Його батько значиться в довідниках як палітурник, але деякі записи стверджують, що він був торговцем вином. Здобув освіту в Королівській середній школі. Близько 1830 року він навчався як гравер, потім поїхав до Лондона і працював у майстерні Дж. М. В. Тернера. Його навички акварельного художника відновилися набагато пізніше в його кар'єрі.
Вілсон повернувся до Единбурга в 1842 році і був призначений секретарем Товариства антикварів Шотландії в 1845 році. Він листувався з Крістіаном Юргенсеном Томсеном і Дж. Я. А. Ворсае, які організували виставку доісторичного матеріалу в Данському національному музеї в Копенгагені з точки зору тривікова система — зміна кам'яного віку бронзового та залізного. Він організував експозицію музею Товариства за тією ж хронологічною схемою, першою, яка наслідувала Копенгагенський музей.
У 1845 році він значиться як «продавець друкованих виробів і колорист художника» з приміщенням на Ганновер-стріт, 25 і проживанням на Броутон-плейс, 32.
У 1848 році Вільсон опублікував «Меморіали Единбурга в давні часи», головна цінність яких полягає в численних ілюстраціях, зроблених ним самим. Це був важливий запис багатьох історичних будівель, які були під загрозою або були втрачені внаслідок швидкого розвитку центрального міста Единбург. У 1851 році він опублікував «Археологію та доісторичні аннали Шотландії», в якій слово «доісторичний» було введено в англійський археологічний словник — він, ймовірно, переклав його з датського слова «forhistorie», яке використовували Томсен і Ворсаае.
Його останні роки в Единбурзі провів на Archibald Place, 17, поблизу школи Джорджа Геріота.
У 1853 році Вілсон покинув Шотландію, щоб зайняти посаду професора історії та англійської літератури в Торонто. Окрім своїх викладацьких обов'язків, він продовжував цікавитися природною історією, геологією та дуже цікавився етнографією корінних груп, з якими він стикався під час своїх подорожей у відпустку. Багато з його акварельних ескізів пейзажів і таборів груп мисливців-збирачів зараз знаходяться в Канадському національному архіві в Оттаві. Його брат Джордж Вілсон став першим директором нового національного музею в Единбурзі (нині Національні музеї Шотландія), а Даніель Вілсон активно збирав етнографічні матеріали для музею за допомогою розгалуженої мережі контактів. Він був автором Цивілізації в Старому та Новому Світі та низки інших книг, наприклад, дослідження Томаса Чаттертона та Калібана, відсутньої ланки. У 1861 році обраний членом Американського товариства антикварів.
У 1875 році обраний членом Единбурзького королівського товариства. Його ініціаторами були сер Джордж Фредерік Гарві, Джон Хаттон Балфур, сер Ендрю Дуглас Маклаган і сер Роберт Крістісон. У 1878—1881 рр. він був президентом Канадського інституту (пізніше Королівського канадського інституту).
Даніель Вілсон також обіймав посаду президента Університетського коледжу Торонто з 1880 по 1892 рр. і був першим президентом федеративного університету Торонто з 1890 по 1892 рр. Він висунув їхні претензії проти сектантських університетів провінції, які засудили провінційний університет як безбожний, і проти приватних медичних шкіл у Торонто. Він виступав за те, що він назвав «підтримкою національної системи університетської освіти на противагу сектантським або конфесійним коледжам». Він виступав проти федерації коледжів, зокрема коледжу Вікторії, як «змови методистів».
У 1888 році королева Вікторія посвятила Вілсона в лицарі за його заслуги в галузі освіти в Канаді, а в 1891 році надала йому свободу міста Единбург.
Помер у Торонто 6 серпня 1892 р. Похований на цвинтарі Сент-Джеймс у Торонто.

## Сім'я
Його старшим братом був Джордж Вілсон (1818—1859).
У 1840 році він одружився з Маргарет Маккей.
Його сестра Джессі Ейткен Вілсон вийшла заміж за біолога Джеймса Сайма.

## Нагороди
Резиденція Даніеля Дж. Вілсона в Університетському коледжі Університету Торонто названа на його честь.

## Публікації
- Меморіали Единбурга в давні часи (1848) Том 1 ; Том 2 .
- Олівер Кромвель і протекторат (1848)
- Археологія та доісторичні літописи Шотландії (1851)
- Доісторична людина, дослідження походження цивілізації в старому та новому світі (1862) Том 1 ; Том 2
- Вільям Нельсон: Мемуари (1889)
- Загублена Атлантида та інші етнографічні дослідження (1892)